# Oğulbey (Gölbaşı)
Oğulbey est un village de Turquie situé dans le district de Gölbaşı, dans la région de l'Anatolie centrale.

## Géographie
Oğulbey est situé à une dizaine de kilomètres au sud de Gölbaşı, et à une vingtaine de kilomètres au sud d'Ankara.